# Burette
Pour les articles homonymes, voir Burette (homonymie).
 (mars 2021).
Si vous disposez d'ouvrages ou d'articles de référence ou si vous connaissez des sites web de qualité traitant du thème abordé ici, merci de compléter l'article en donnant les références utiles à sa vérifiabilité et en les liant à la section « Notes et références ».
Une burette est un instrument de laboratoire permettant d'ajouter au goutte-à-goutte un réactif dont le volume (de l'ordre de 1 à 25 mL) doit être connu. C'est le cas lors d'un titrage volumétrique.

## Utilisation

### Généralités
On remplit la burette du liquide que l'on désire ajouter jusqu'au niveau « 0 » (le bas du ménisque touchera le 0). Pour une question de précision, on vérifie l'absence de bulles d'air au-dessous du robinet.
En jouant sur l'ouverture du robinet, on peut faire varier le débit du liquide et ainsi verser exactement le volume désiré.
La lecture de la graduation se fait généralement en bas du ménisque, sauf pour des composés très colorés, comme les solutions de permanganate de potassium. La lecture est alors en haut du ménisque. Certaines burette sont munies d'une barre bleue à l'arrière de la graduation; Le ménisque crée, par effet d'optique, une pointe qui permet de lire précisément la valeur du volume. Dans ce cas, cette technique de lecture doit être utilisée à la fois pour ajuster le zéro et pour lire les volumes.

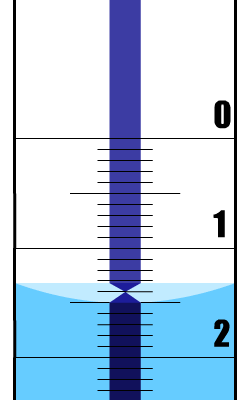
Schelbach burette e17

### Mode d'emploi
La burette étant un instrument de précision, il importe de bien l'utiliser afin d'obtenir la plus grande précision possible. Avant chaque utilisation, il faut bien veiller à :
- rincer la burette avec de l'eau distillée, puis avec de la solution titrante ;
- remplir la burette avec la solution titrante, puis titrer ;
- une fois le dosage terminé, vider la burette, la rincer plusieurs fois à l'eau distillée et la ranger.

## Différents types de burettes

### Burette «ordinaire»
Une burette ordinaire est composée d'un tube en verre d'environ 1 cm de diamètre (il existe plusieurs tailles), gradué (généralement en dixième de millilitres), munie à son embouchure d'un robinet permettant de faire varier le débit du liquide, et ouvert à son autre extrémité.
Le robinet est en verre rodé, lubrifié afin de faciliter sa rotation ou en Téflon, ce dernier évite que le robinet se bloque ou se bouche. En effet, certains titrages nécessitent l'utilisation d'une base forte, telles l'hydroxyde de sodium qui réagit avec la graisse utilisée dans le cas des robinets rodés, en entraîne un peu, ce qui bouche le robinet ou le bloque.

### Burette automatique motorisée
Une burette automatique est une burette dont le volume est délivré par un piston motorisé qui ajoute un volume sur commande. Avec une burette automatique performante (et coûteuse) le volume délivré est alors connu avec beaucoup plus précision (0,01 mL) et il peut en être délivré une grande quantité (jusqu'à 1 L). L'avantage des burettes automatiques performantes est que le pilotage de l'addition du piston peut être couplée à un dispositif numérique, par exemple un ordinateur et permettre l'automatisation de titrages.
Une burette automatique est particulièrement performante pour des titrages répétitifs. Son inconvénient majeur est son temps d'installation et de rinçage, pour passer d'un réactif titrant à un autre.

### Burette de Mohr

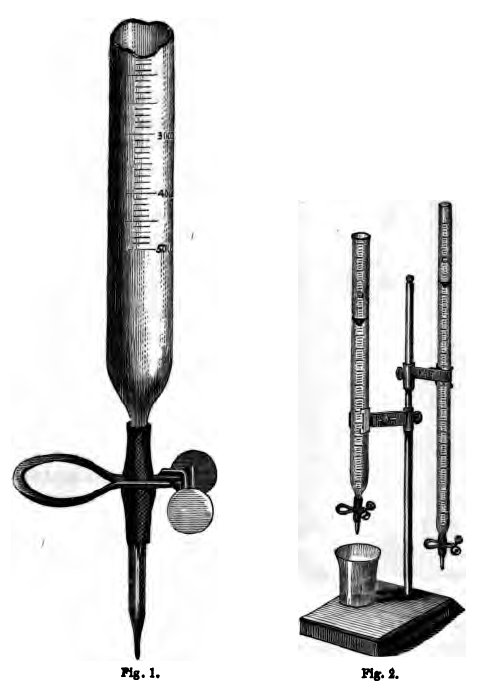
Burette de Mohr

La burette de Mohr n'est plus guère utilisée, le dispositif de contrôle de l'addition du volume était un simple tube souple dont l'ouverture était commandée par une simple pince de Mohr.

## Utilité
La burette est fréquemment utilisée lorsque l'on désire effectuer un titrage manuellement. C'est un instrument précis.
La burette est régulièrement remplacée par des titreuses automatisées lorsque des titrages longs et/ou répétitifs sont nécessaires. Ce type d'appareil est surtout utilisé en industrie ou dans les lycées pour l'apprentissage en section générale de la chimie.

## Galerie

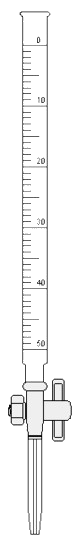
Burette graduée de 50 mL
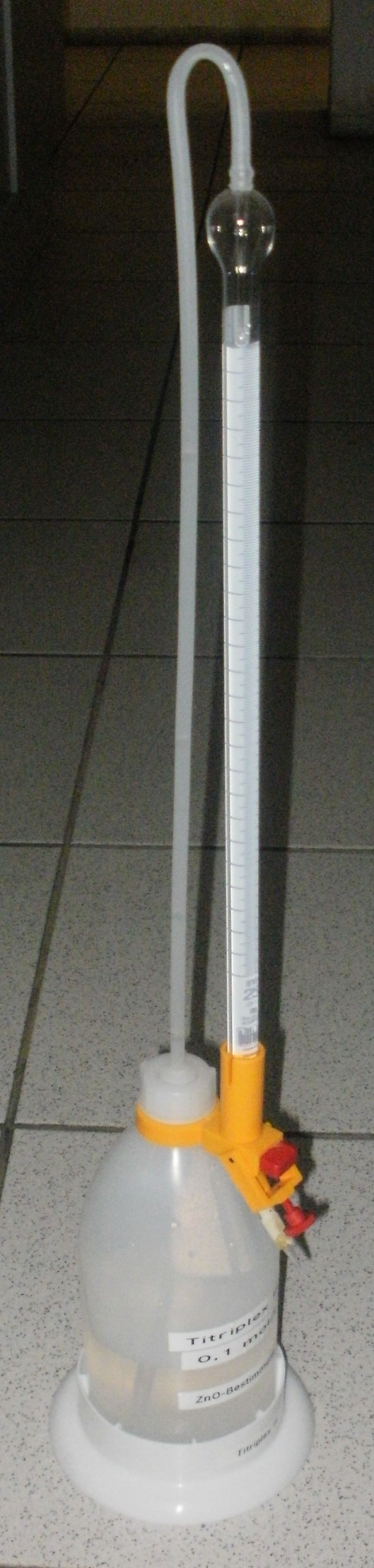
Burette à zéro automatique
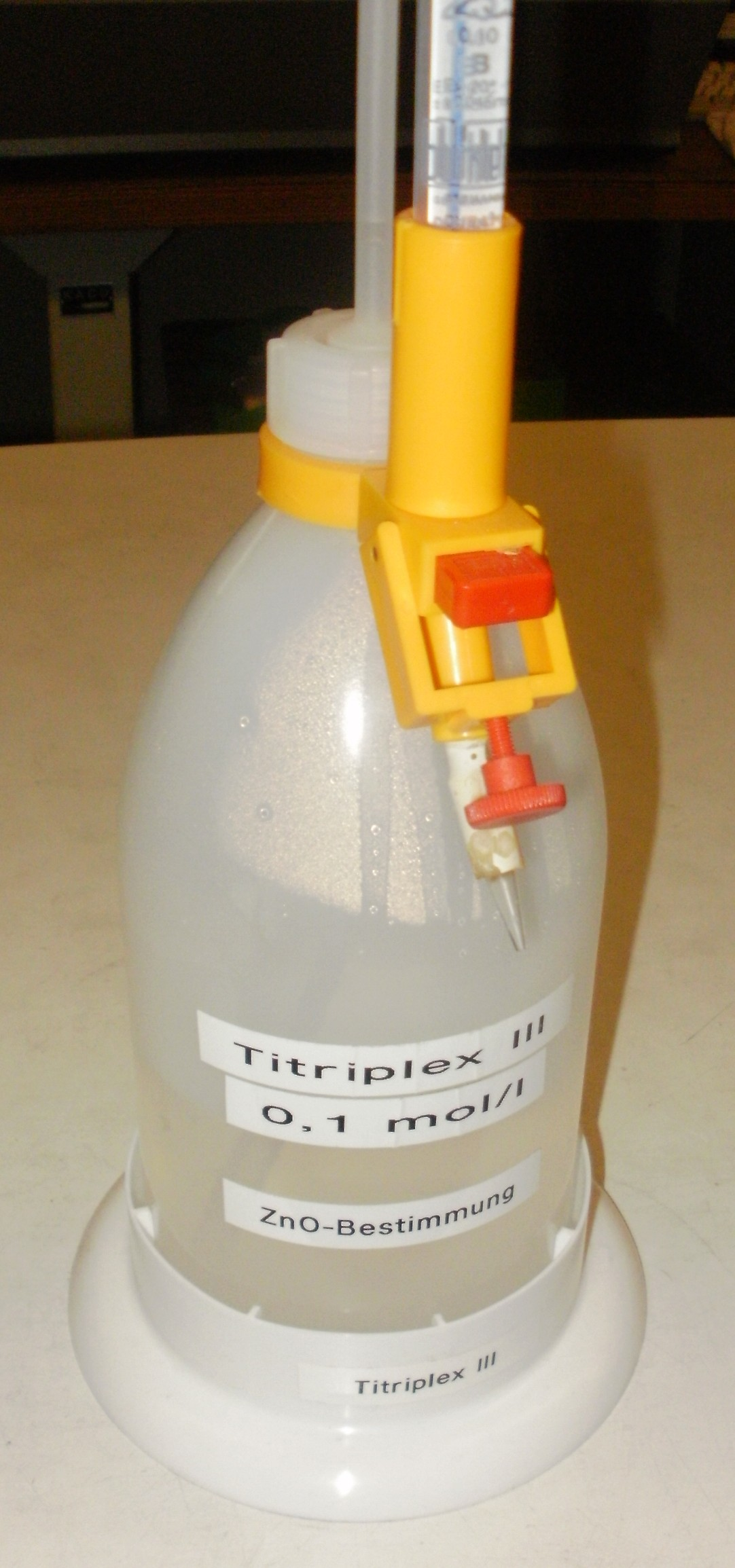
Burette à zéro automatique, détail